# 佳里糖廠

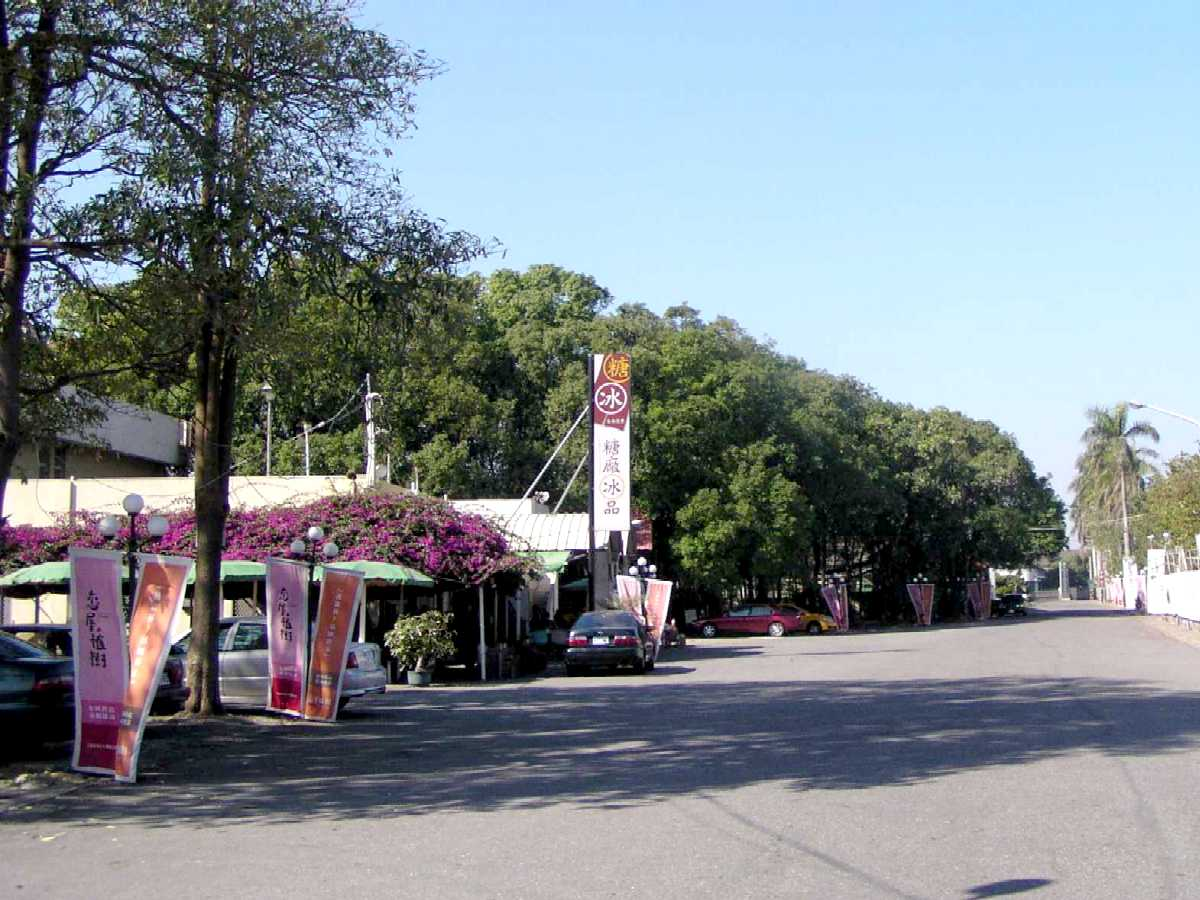
佳里糖廠

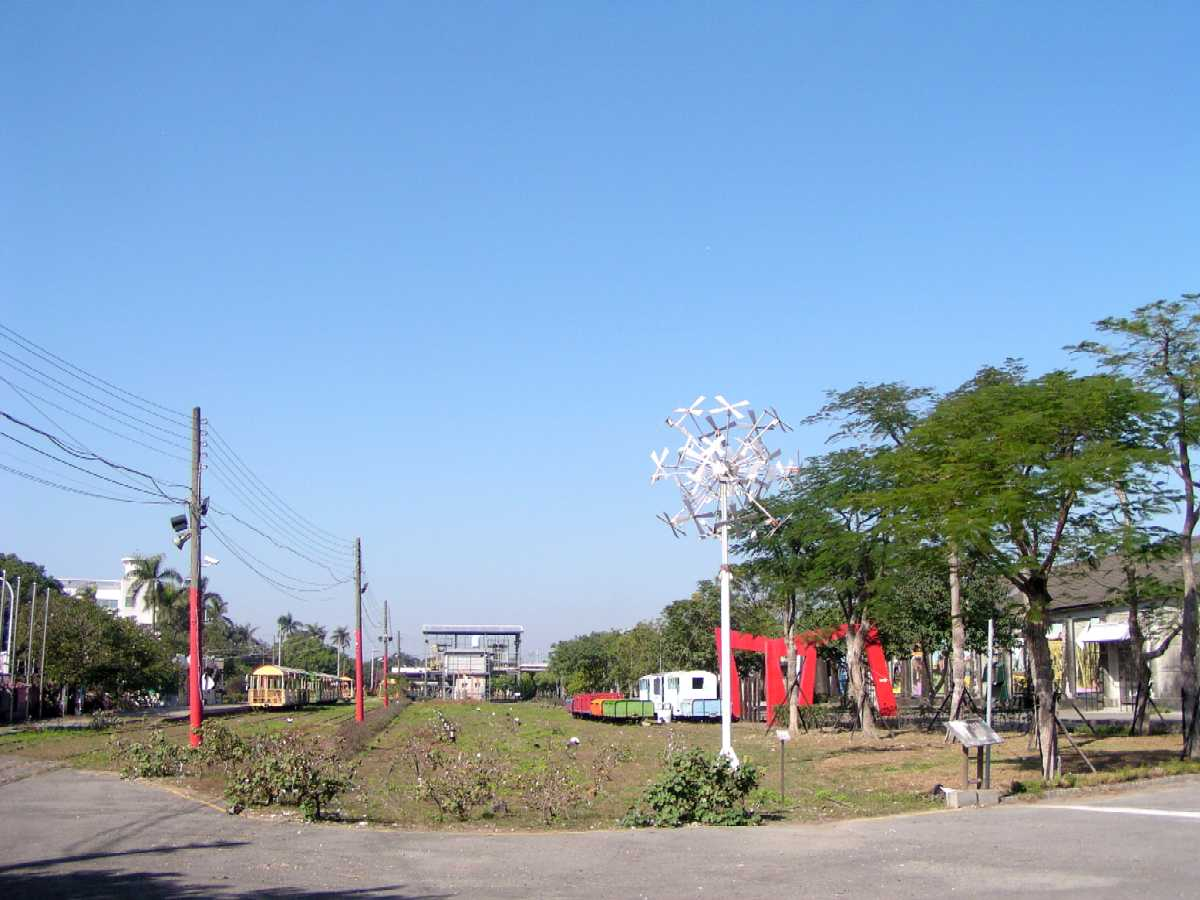
佳里糖廠

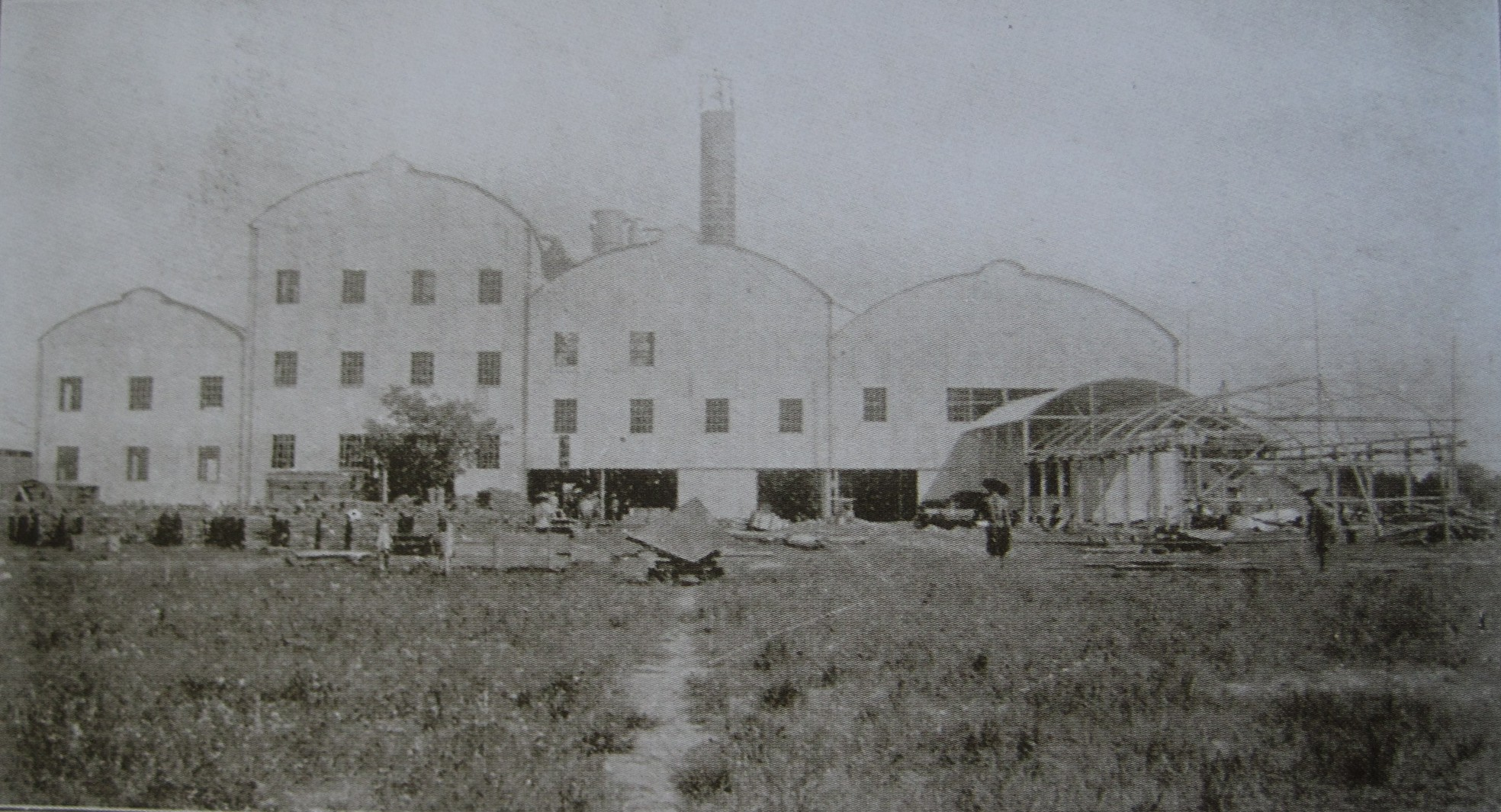
日治時期的佳里糖廠

佳里糖廠位於台南市佳里區六安里130號，是明治製糖株式會社於1905年所興建的台灣第一個新式糖廠。今為蕭壠文化園區。

## 沿革
佳里糖廠舊名蕭壠製糖所，是明治製糖株式會社在台灣所設立的第一個新式糖廠，廠區約13公頃。興建於1905年，下轄樹仔腳、三股子和七股三處農場。1909年開工製糖，以石灰法製造一砂及二砂成品糖。1922年時，每日壓榨甘蔗量達1,500公噸。
戰後改為台灣糖業公司第三區分公司蕭壠糖廠。1958年與總爺糖廠合併為麻佳總廠，蕭壠廠僅保留生產部門。1974年改制，兩廠分別更名為麻豆糖廠與佳里糖廠，並改隸新營總廠。1985年改由總公司直接管轄。1998年7月1日因國際糖價長期低迷及台灣加入世界貿易組織的雙重影響下，本廠正式停產關閉並拆除製糖工廠，製糖業務併入善化糖廠。

## 使用車輛
1970年代左右，廠內的蒸汽機關車被新式的美製溪州牌與德製德馬牌內燃機車取代，前者溪州牌目前廠內已無留存，在1997製糖結束前已經轉移至高雄橋頭糖廠與雲林虎尾糖廠使用，已知有三部編號為904、928、948，其他則為紅色塗裝的德馬牌B型內燃機車(佳里糖廠特有，其他廠為黃色標準塗裝)，世界糖果節結束後大部分車輛搬移至新營糖廠牽引觀光列車或是作為零件車，車庫內原先還保有四輛分別為編號129、142、147、149，在2018年左右129與149號移至新營糖廠修復用於觀光列車牽引。
目前門口冰品店旁還展示一部編號349由比利時Anglo-Franco-Belge製造的0-6-0水櫃式蒸氣機關車，最初配屬於仁德糖廠後調配岸內糖廠，退役後運送至佳里糖廠展示。
德馬牌 DIEMA B型 基本資料:
製造商:德國Diepholzer Maschinenfabrik製
使用引擎:德製Mercedes-BenzOM403V柴油引擎
總數量:66輛
長：5540mm，寬：2230mm，高：2950mm，重量16.5公噸
最高時速：40km/hr，輸出功率247hp。
車號(佳里糖廠):
142
147

## 現況
大部份廠區由臺南縣政府於2003年承租，名為蕭壠文化園區，經常舉辦各種藝文活動，其中以舉辦「2005年世界糖果文化節」規模最大。一部份廠區承租予義典科技公司工廠用地。歷史悠久的佳里糖廠冰店併入善化糖廠經營管理。現在的佳里糖廠辦公大樓，一樓為蕭壠兒童圖書館、二樓為南瀛人文社會科學研究中心。

## 外部連結
- 佳里糖廠| 台灣製糖工廠百年文史地圖 （页面存档备份，存于）
- 蕭壠文化園區
- 蕭壠文化園區的Facebook專頁